# 東浦町立森岡小学校
東浦町立森岡小学校（ひがしうらちょうりつ もりおかしょうがっこう）は、愛知県知多郡東浦町にある公立小学校。

## 校区
- 大字森岡が校区である。公立中学校の場合の進学先は東浦町立北部中学校である[1]。

## 沿革
- 1872年（明治5年）4月 - 皇風学校として開校。
- 1876年（明治9年） - 猪伏村と村木村が合併し、森岡村となる。
- 1882年（明治15年） - 村木学校に改称する。森岡村字新屋敷3-1[注釈 1]に校舎を新築し、移転する。
- 1886年（明治19年）2月 - 森岡学校に改称する。
- 1887年（明治20年） - 尋常小学森岡学校に改称する。
- 1889年（明治22年）10月1日 - 町村制により、森岡村が発足。
- 1892年（明治25年） - 森岡尋常小学校に改称する。
- 1906年（明治39年）5月1日 - 森岡村が分割され、旧・村木村の区域は緒川村、石浜村、生路村、藤江村と合併し、東浦村が発足し、旧・猪伏村の区域は大府村、吉田村、北崎村、横根村、長草村、共和村と合併し、大府村が発足する。森岡尋常小学校の校区は東浦村大字森岡と大府村大字森岡となる。
- 1908年（明治41年）4月 - 森岡尋常小学校と緒川尋常高等小学校を統合し、東浦第一尋常小学校となる。校区は東浦村大字緒川と東浦村大字森岡となり、大府村大字森岡は大府第四尋常小学校校区に移る。東浦第一尋常小学校の本校は旧・緒川尋常高等小学校に置かれ、旧・森岡尋常小学校は北校舎となる。
- 1912年（大正元年）9月 - 東浦第一尋常小学校が森岡尋常小学校と緒川尋常小学校に分立する。
- 1913年（大正2年）7月 - 東浦村大字森岡字岡田の旧・八幡社跡地[注釈 2]に校舎を新築し、移転する。
- 1930年（昭和5年） - 校地拡張のため、隣接の金鶏山古墳を取り壊す。
- 1941年（昭和16年）4月1日 - 森岡国民学校に改称する。
- 1944年（昭和19年）8月17日 - 名古屋市道徳尋常小学校の学童が集団疎開する。
- 1947年（昭和22年）4月1日 - 東浦村立森岡小学校に改称する。
- 1948年（昭和23年）6月1日 - 東浦村が町制を施行し、東浦町となる。同時に東浦町立森岡小学校に改称する。
- 1964年（昭和39年）3月 - 現在地に新校舎（現・南棟）が完成し、移転する。
- 1965年（昭和40年）2月 - 体育館が完成する。
- 1971年（昭和46年） - 校舎を増築する。
- 1974年（昭和49年） - 校舎を増築する。
- 1978年（昭和53年） - 北棟が完成する。
- 1983年（昭和58年） - 新屋内運動場が完成する。

## 交通アクセス
- JR東海武豊線尾張森岡駅下車、徒歩約10分。
- 東浦町運行バス長寿線「森岡中町」バス停より徒歩約1分。

## 周辺施設
- 東浦町立北部中学校
- 東浦町立緒川小学校
- 森岡保育園
- 森岡西保育園
- 金鶏山古墳遺跡　（森岡保育園の敷地内）
- 国立長寿医療研究センター
- 東浦森岡郵便局
- 武豊線尾張森岡駅